# Бетеј
Бетеј (фр. Bétaille) насеље је и општина у јужној Француској у региону Миди Пирене, у департману Лот која припада префектури Гурдон.
По подацима из 2011. године у општини је живело 1.083 становника, а густина насељености је износила 77,41 становника/km². Општина се простире на површини од 13,99 km². Налази се на средњој надморској висини од 137 метара (максималној 228 m, а минималној 111 m).

## Демографија
| 1962. | 1968. | 1975. | 1982. | 1990. | 1999. | 2011. |
| ----- | ----- | ----- | ----- | ----- | ----- | ----- |
| 734   | 757   | 776   | 789   | 810   | 826   | 1.083 |

График промене броја становника у току последњих година